# Magyar Zene Háza
A Magyar Zene Háza a budapesti Városligetben, a Városligeti-tó tőszomszédságában, a Vajdahunyad vára közelében épült a régi, elbontott Hungexpo irodák helyén. A Liget Budapest Projekt részeként létrejött intézmény állandó kiállításaiban az egyetemes és a magyar zenetörténet is fontos szerepet kap. Az épületet Fudzsimoto Szószuke  japán sztárépítész tervezte, aki természetközeli, áttetsző üvegépítményt szánt a liget fái közé.

## Koncepció
A tervező elmondása szerint az épített és a természeti környezet harmonikus együttélését kívánta megteremteni terveiben, teret adni a zenei élmény és a természet találkozásának. Az épület hármas osztású: a felszín alatti térben kap helyet a múzeumi funkció és egy „hangdóm”, a földszinten lesznek a koncertek – a belső előadótermekhez egy szabadtéri színpad is csatlakozik –, az emeleten pedig a zenei oktatás és a könyvtár. A Magyar Zene Háza a tervek szerint ugyanis nem csak múzeum lesz, ahol az emberi hang kialakulásától kezdve a kortárs zenéig kalauzolják a látogatót, hanem zenei workshopok, múzeumpedagógiai események, koncertek és gyermekprogramok is helyet kapnak itt.
A „zenei csodák palotája” a legmodernebb, interaktív megoldásokkal várja majd a zene minden formája iránt érdeklődő vendégeit, főként a nem szakmai közönséget. A zenetörténeti állandó kiállításon a magyar dallamvilágnak, népzenei kincsünknek kiemelt szerepet szánnak.
Az épület 2020. nyarán érte el a szerkezetkész állapotot, műszaki átadása 2021. december 16-án volt. A nagyközönség számára 2022. január 22-én adták át.

## Építése
A Liget Projekt kapcsán 2014. decemberében eredményt hirdettek a Magyar Zene Háza tervpályázat kapcsán is. Az tervpályázat utáni első látványtervek 2015-ben megjelentek.
2018. augusztusában jelentették be, hogy megkezdődik a Magyar Zene Házának kivitelezése. Eszerint a kulturális, kiállító- és koncertközpont az elbontott (1960-as években épült) Hungexpo (korábban Budapesti Nemzetközi Vásár) irodák helyén épül fel, a Városligeti-tó mellett, a Vajdahunyad vára és a műjégpálya épületének közelében, a készülő Néprajzi Múzeum mögött. Az addig elzárt, 10.000 négyzetméternyi terület harmadán épül a háromszintes épület, a környezetét pedig újraparkosítják. A tervek szerint ennek határideje 2020 végén lett volna.
A tervezésre a Sou Fujimoto Architects 740 millió forint helyett végül 1 milliárd forintért kapott megbízást.
A kivitelezést a Magyar Építők Zrt végezhette. A költségek a kezdeti 2018-as nettó 17,5 milliárdról 2019. őszén 19,2 milliárdra, majd végül 23 milliárdra drágultak 2020. júniusára. A kiállítás megvalósítása 2 milliárd forintba került.

## Díjak, minősítések
A BREEAM elnevezésű nemzetközi épületminősítési rendszer környezettudatossági szempontból példaértékűnek minősítette az építési munkálatokat. Az épület 2019-ben elnyerte az Európa Legjobb Középülete, valamint a Legjobb Nemzetközi Középület díjat, 2020-ban pedig „a világ legjobb zenei célú ingatlanfejlesztése” címet az amerikai Music Cities Awardson.

## Tiltakozások
Civil szervezetek a Magyar Zene Háza helyének ismételt beépítése ellen 2015-től tiltakozást szerveztek, amit a beruházó folyamatosan próbált megakadályozni. Először a Kertem területén talajvizsgálatokra hivatkoztak, majd a fák kivágását kezdeményezték, amit 2016. márciusában leállítottak. A Ligetvédők tábort alakítottak ki a területen. A beruházás több külső körülmény miatt csúszást szenvedett. A beruházás ellen a Ligetvédők 2018. augusztus 27-én ismét tiltakozást szerveztek, azonban a beruházást már nem tudták megakadályozni.
Karácsony Gergely, Budapest főpolgármestere az elkészült projekttel kapcsolatban egy rádióadónak így nyilatkozott: „A XXI. században egy parkban építkezni olyan, mint belepisilni a szenteltvíztartóba egy templomban, ami talán belefér, csak tönkreteszi azt, amiért ott vagyunk".

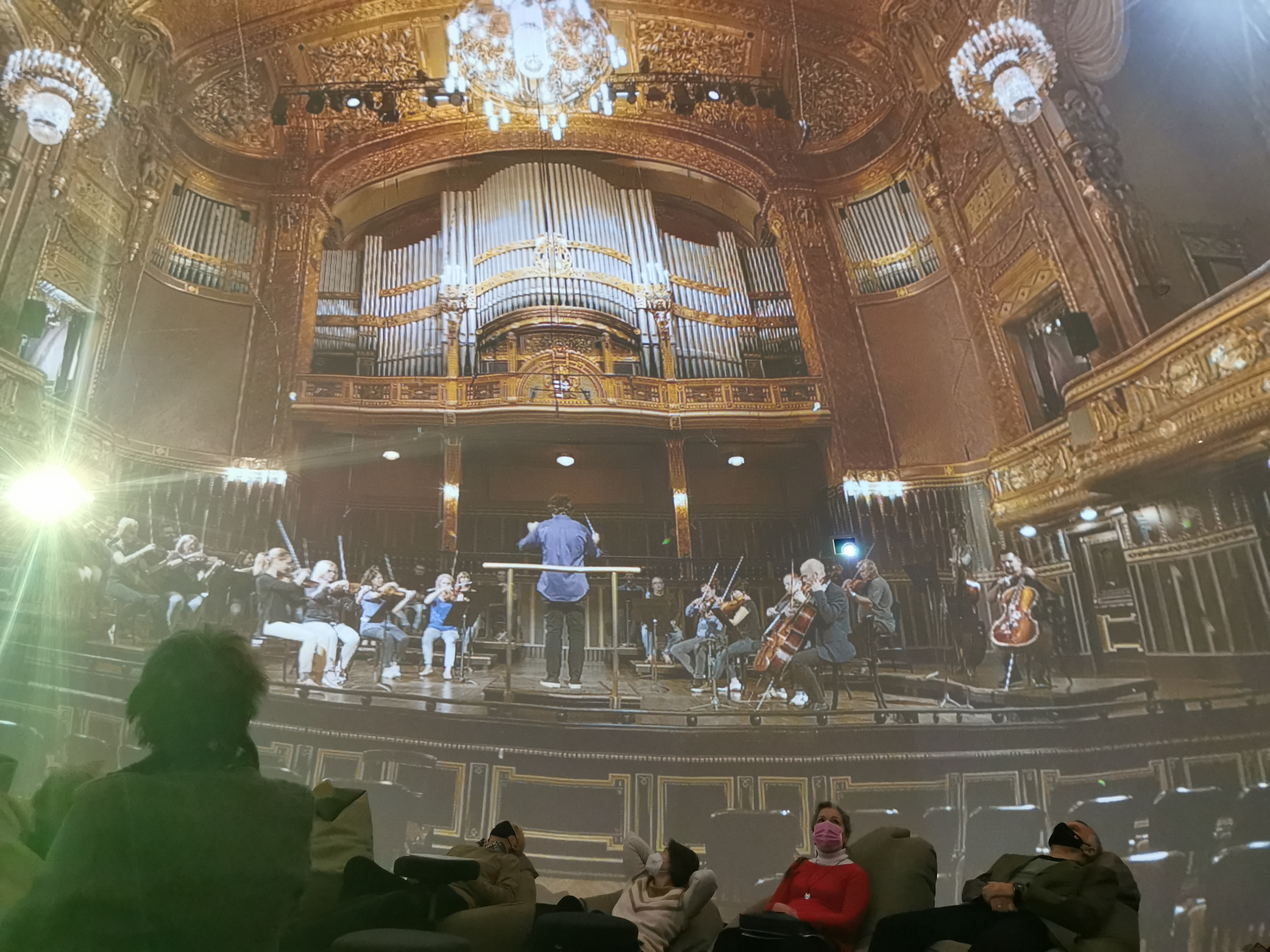
A Hangdóm kör alaprajzú, félgömb formájú építmény, ami kiváló metaverzum hatások elérésére alkalmas

## Átadása és indulása
2022. január 22-én, a magyar kultúra napján, Orbán Viktor miniszterelnök részvételével adták át a nagyközönségnek a házat, mely a következő naptól indította programjait. A Hangdimenziók – Zenei utazások térben és időben címmel megnyílt állandó kiállítás az ősember első zenei kísérleteitől a (magyar) népzenei gyökereken, az egyházi zenén, az operán, a legnagyobb zeneszerzők világán át – többek közt Liszt és Bartók életművének kiemelésével – egy téralapú fejhallgató segítségével vezeti végig a látogatót a zene történetén egészen a popzenéig, a legmodernebb irányzatokig. Az első napon a Zeneakadémia növendékei tartottak monstre koncertet a házban. Érdekesség, hogy a közeli Városligeti Műjégpálya segítségével gondoskodnak az épület hűtéséről, melynek energiaigényét jórészt megújuló energiaforrásokból fedezik. Az épületet különleges formavilága, extravagáns, mégis természetközeli atmoszférát teremtő megjelenése miatt a Guardian, a Mail Online és a My Modern Met oldalakon is az év legjobban várt építészeti vagy művészeti attrakciói között tartják számon.
Az épületben először elhangzó ősbemutató Derecskei András egyik műve volt 2022. február 19-én, a Kórusok Téli Éjszakája rendezvénysorozat keretében.

## NEO Kortárs Művészeti Tér
A világhírű, dél-afrikai, kortárs képzőművész, William Kentridge Lágyabban játszd a táncot című videóinstallációjával nyílt meg a NEO Kortárs Művészeti Tér a Millennium Háza falai között 2022. június 20-án. Az új művészeti helyszín a világ legjelentősebb kortárs képzőművészeit kívánja majd bemutatni.